# Hesdin-la-Forêt
Hesdin-la-Forêt è un comune francese di 4 494 abitanti situato nel dipartimento del Passo di Calais nella regione dell'Alta Francia. È stato istituito il 1° gennaio 2025 dalla fusione dei precedenti comuni di Hesdin, Huby-Saint-Leu, Marconne e Sainte-Austreberthe.